# Навес
Наве́с — уличная неутеплённая конструкция в виде крыши (обычно покатой на одну сторону), расположенной на опорах (столбах), может иметь несколько стен. В отличие от тента сооружение, как правило, стационарное. Примером навеса может служить остановочный пункт, крытые стоянки или гаражи.

## Описание
Основное предназначение в деревнях — защита от атмосферных осадков поленниц дров и другой хозяйственной утвари. В городах широко применяют на территории дошкольных образовательных учреждений (детских садов и яслей), а также для защиты уличных торговых прилавков и летних кафе от лёгких осадков и солнца, как правило в летний период. На дачах используют в большинстве случаев для защиты въезда для автомобиля, крыльца дома, входной группы и летних уличных столиков от дождя и солнца, предотвращая солнечный удар.
В странах с развитой солнечной генерацией электроэнергии, навесы на парковках автомобилей часто располагают солнечные батареи (такой навес называют по-английски solar canopy).
В документах по стандартизации, СНиП и СП, навесы на территории дошкольных образовательных организаций получили самостоятельный термин — «теневой навес», который представляет собой отдельностоящий навес, дополнительно ограждённый с двух или трёх сторон в зависимости от климатического подрайона и имеющий кладовые для хранения игрушек и инвентаря. Однако, для детских яслей-садов, проектируемых в климатических подрайонах с более низкой температурой (IA, IБ, IГ) имеется рекомендация предусмотреть вместо теневых навесов остеклённые прогулочные веранды, объединённые для нескольких групп, которые проектируют в виде пристроек к зданиям или надстроек на уровне второго или третьего этажа и имеющим не менее двух эвакуационных выходов. Термин «теневой навес» получил широкое распространение в архитектурно-строительной среде, наиболее авторитетным советским и российским архитектором, употреблявшим данный термин, является Михаил Васильевич Посохин.
Навес предотвращает радиационное охлаждение находящихся под ним предметов и выпадение на них росы в ночные часы. Это свойство широко используют в странах с большой разницей дневной и ночной температур. В северных странах навесы часто возводят и для защиты от снега, соответственно, навес должен выдерживать снеговую нагрузку. Для этого в конструкции навеса используют фермы.
Для напольного безрельсового транспорта используется так называемый «защитный навес».
Для сооружения навесов в XXI веке всё чаще используют светопрозрачный кровельный материал — поликарбонат.
- Бревенчатый навес в студенческом палаточном городке
- Навес-гараж в Ливии
- Навес для дров в Сибири
- Навес (веранда) детского сада
- Полотняный навес в туристическом походе на привале
- Автобусная остановка в Китае
- Навес с солнечными батареями на автомобильной парковке. Университет Winona State.